# Coupe du monde de snooker 2019
La Coupe du monde 2019 est un tournoi professionnel de snooker de catégorie non-classée qui s'est déroulée du 24 au 30 juin 2019 au Wuxi City Sports Park Stadium à Wuxi, en Chine.

## Faits marquants
Il s'agit de la seizième édition de l'épreuve dont l'action s'est jouée en équipe : chaque nation ayant au moins un joueur professionnel pour la saison 2019-2020 était représentée par deux joueurs. En tant que pays receveur de la compétition, la Chine était représentée par deux équipes, la Chine A et la Chine B.
John Higgins et Stephen Maguire, représentants de l'équipe d'Écosse ont remporté l'épreuve pour leur pays pour la première fois depuis 1996, battant 4-0 l'équipe B de la Chine en finale, équipe composée de Zhou Yuelong et Liang Wenbo.

## Équipes et joueurs
| Seeding | Nation              | Joueur 1              | Joueur 2           |
| ------- | ------------------- | --------------------- | ------------------ |
| 1       | Chine A             | Ding Junhui           | Yan Bingtao        |
| 2       | Pays de Galles      | Mark Williams         | Ryan Day           |
| 3       | Écosse              | John Higgins          | Stephen Maguire    |
| 4       | Irlande du Nord     | Mark Allen            | Jordan Brown       |
| 5       | Angleterre          | Kyren Wilson          | Jack Lisowski      |
| 6       | Belgique            | Luca Brecel           | Ben Mertens        |
| 7       | Chine B             | Zhou Yuelong          | Liang Wenbo        |
| 8       | Thaïlande           | Thepchaiya Un-Nooh    | Noppon Saengkham   |
| 9       | Iran                | Hossein Vafaei        | Soheil Vahedi      |
| 10      | Chypre              | Michael Georgiou      | Antonis Poullos    |
| 11      | Norvège             | Kurt Maflin           | Christopher Watts  |
| 12      | Irlande             | Ken Doherty           | Fergal O'Brien     |
| 13      | Malaisie            | Thor Chuan Leong      | Moh Keen Hoo       |
| 14      | Pologne             | Adam Stefanow         | Kacper Filipiak    |
| 15      | Hong Kong           | Andy Lee              | Ka Wai Cheung      |
| 16      | Allemagne           | Simon Lichtenberg     | Lukas Kleckers     |
| 17      | Israël              | Eden Sharav           | Shachar Ruberg     |
| 18      | Australie           | Steve Mifsud          | Ryan Thomerson     |
| 19      | Arabie saoudite     | Omar Alajlani         | Ahmed Aseeri       |
| 20      | Suisse              | Alexander Ursenbacher | Luis Vetter        |
| 21      | Malte               | Alex Borg             | Brian Cini         |
| 22      | Inde                | Himanshu Dinesh Jain  | Lucky Vatnani      |
| 23      | Autriche            | Andreas Ploner        | Florian Nüßle      |
| 24      | Émirats arabes unis | Mohammed Shehab       | Mohammed Al Joaker |

## Dotation
La répartition des prix est la suivante :
- Vainqueur : 200 000 $
- Finaliste : 100 000 $
- Demi-finaliste : 60 000 $
- Quart de finaliste : 40 000 $
- 3e du groupe : 22 500 $
- 4e du groupe : 15 000 $
- 5e du groupe : 10 000 $
- 6e du groupe : 7 500 $
- Dotation totale : 800 000 $

## Phases de groupes

### Groupe A
| Date         | Équipe 1 | Score | Équipe 2  |  | Équipe 1  | Score | Équipe 2  |  | Équipe 1 | Score | Équipe 2  |
| ------------ | -------- | ----- | --------- |  | --------- | ----- | --------- |  | -------- | ----- | --------- |
| 24 juin 2019 | Chine A  | 4–1   | Allemagne |  | Thaïlande | 2–3   | Norvège   |  | Pologne  | 2–3   | Autriche  |
| 25 juin 2019 | Chine A  | 4–1   | Norvège   |  | Thaïlande | 3–2   | Autriche  |  | Pologne  | 3–2   | Allemagne |
| 26 juin 2019 | Chine A  | 4–1   | Autriche  |  | Thaïlande | 3–2   | Pologne   |  | Norvège  | 2–3   | Allemagne |
| 27 juin 2019 | Chine A  | 5–0   | Pologne   |  | Thaïlande | 4–1   | Allemagne |  | Autriche | 1–4   | Norvège   |
| 28 juin 2019 | Chine A  | 2–3   | Thaïlande |  | Pologne   | 4–1   | Norvège   |  | Autriche | 3–2   | Allemagne |

| Place | Seeding | Équipe    | Matchs joués | Manches jouées | Manches gagnées | Manches perdues | Différence | Points |
| ----- | ------- | --------- | ------------ | -------------- | --------------- | --------------- | ---------- | ------ |
| 1     | 1       | Chine A   | 5            | 25             | 19              | 6               | +13        | 19     |
| 2     | 8       | Thaïlande | 5            | 25             | 15              | 10              | +5         | 15     |
| 3     | 11      | Norvège   | 5            | 25             | 11              | 14              | −3         | 11     |
| 3     | 14      | Pologne   | 5            | 25             | 11              | 14              | −3         | 11     |
| 5     | 23      | Autriche  | 5            | 25             | 10              | 15              | −5         | 10     |
| 6     | 16      | Allemagne | 5            | 25             | 9               | 16              | −7         | 9      |

### Groupe B
| Date         | Équipe 1        | Score | Équipe 2        |  | Équipe 1   | Score | Équipe 2        |  | Équipe 1  | Score | Équipe 2        |
| ------------ | --------------- | ----- | --------------- |  | ---------- | ----- | --------------- |  | --------- | ----- | --------------- |
| 24 juin 2019 | Irlande du Nord | 4–1   | Arabie saoudite |  | Angleterre | 3–2   | Hong Kong       |  | Iran      | 3–2   | Irlande         |
| 25 juin 2019 | Irlande du Nord | 3–2   | Hong Kong       |  | Angleterre | 3–2   | Irlande         |  | Iran      | 2–3   | Arabie saoudite |
| 26 juin 2019 | Irlande du Nord | 1–4   | Irlande         |  | Angleterre | 3–2   | Iran            |  | Hong Kong | 4–1   | Arabie saoudite |
| 27 juin 2019 | Irlande du Nord | 1–4   | Iran            |  | Angleterre | 5–0   | Arabie saoudite |  | Irlande   | 1–4   | Hong Kong       |
| 28 juin 2019 | Irlande du Nord | 3-2   | Angleterre      |  | Iran       | 3-2   | Hong Kong       |  | Irlande   | 3-2   | Arabie saoudite |

| Place | Seeding | Équipe          | Matchs joués | Manches jouées | Manches gagnées | Manches perdues | Différence | Points |
| ----- | ------- | --------------- | ------------ | -------------- | --------------- | --------------- | ---------- | ------ |
| 1     | 5       | Angleterre      | 5            | 25             | 17              | 8               | +9         | 17     |
| 2     | 15      | Hong Kong       | 5            | 25             | 15              | 10              | +5         | 15     |
| 3     | 9       | Iran            | 5            | 25             | 13              | 12              | +1         | 13     |
| 4     | 12      | Irlande         | 5            | 25             | 12              | 13              | −1         | 12     |
| 5     | 4       | Irlande du Nord | 5            | 25             | 11              | 14              | −3         | 11     |
| 6     | 19      | Arabie saoudite | 5            | 25             | 7               | 18              | −11        | 7      |

### Groupe C
| Date         | Équipe 1 | Score | Équipe 2            |  | Équipe 1 | Score | Équipe 2            |  | Équipe 1            | Score | Équipe 2            |
| ------------ | -------- | ----- | ------------------- |  | -------- | ----- | ------------------- |  | ------------------- | ----- | ------------------- |
| 24 juin 2018 | Écosse   | 4–1   | Chypre              |  | Belgique | 4–1   | Émirats arabes unis |  | Malaisie            | 1–4   | Israël              |
| 25 juin 2019 | Écosse   | 4–1   | Émirats arabes unis |  | Belgique | 4–1   | Israël              |  | Malaisie            | 3–2   | Chypre              |
| 26 juin 2019 | Écosse   | 5–0   | Israël              |  | Belgique | 4–1   | Malaisie            |  | Émirats arabes unis | 3–2   | Chypre              |
| 27 juin 2019 | Écosse   | 4–1   | Malaisie            |  | Belgique | 4–1   | Chypre              |  | Israël              | 4–1   | Émirats arabes unis |
| 28 juin 2019 | Écosse   | 2–3   | Belgique            |  | Malaisie | 2–3   | Émirats arabes unis |  | Israël              | 2–3   | Chypre              |

| Place | Seeding | Équipe              | Matchs joués | Manches jouées | Manches gagnées | Manches perdues | Différence | Points |
| ----- | ------- | ------------------- | ------------ | -------------- | --------------- | --------------- | ---------- | ------ |
| 1     | 6       | Belgique            | 5            | 25             | 19              | 6               | +13        | 19     |
| 2     | 3       | Écosse              | 5            | 25             | 19              | 6               | +13        | 19     |
| 3     | 17      | Israël              | 5            | 25             | 11              | 14              | −3         | 11     |
| 4     | 10      | Chypre              | 5            | 25             | 9               | 17              | −8         | 9      |
| 4     | 24      | Émirats arabes unis | 5            | 25             | 9               | 17              | −8         | 9      |
| 6     | 13      | Malaisie            | 5            | 25             | 8               | 18              | −10        | 8      |

### Groupe D
| Date         | Équipe 1       | Score | Équipe 2  |  | Équipe 1 | Score | Équipe 2  |  | Équipe 1  | Score | Équipe 2  |
| ------------ | -------------- | ----- | --------- |  | -------- | ----- | --------- |  | --------- | ----- | --------- |
| 24 juin 2018 | Pays de Galles | 4–1   | Inde      |  | Chine B  | 5–0   | Australie |  | Suisse    | 3–2   | Malte     |
| 25 juin 2019 | Pays de Galles | 4–1   | Australie |  | Chine B  | 3–2   | Malte     |  | Suisse    | 3–2   | Inde      |
| 26 juin 2019 | Pays de Galles | 4–1   | Malte     |  | Chine B  | 5–0   | Suisse    |  | Australie | 2–3   | Inde      |
| 27 juin 2019 | Pays de Galles | 5–0   | Suisse    |  | Chine B  | 5–0   | Inde      |  | Malte     | 3–2   | Australie |
| 28 juin 2019 | Pays de Galles | 4–1   | Chine B   |  | Suisse   | 2–3   | Australie |  | Malte     | 1–4   | Inde      |

| Place | Seeding | Équipe         | Matchs joués | Manches jouées | Manches gagnées | Manches perdues | Différence | Points |
| ----- | ------- | -------------- | ------------ | -------------- | --------------- | --------------- | ---------- | ------ |
| 1     | 2       | Pays de Galles | 5            | 25             | 21              | 4               | +17        | 21     |
| 2     | 7       | Chine B        | 5            | 25             | 19              | 6               | +13        | 19     |
| 3     | 22      | Inde           | 5            | 25             | 10              | 15              | −6         | 10     |
| 4     | 21      | Malte          | 5            | 25             | 9               | 15              | −6         | 9      |
| 5     | 20      | Suisse         | 5            | 25             | 8               | 17              | −9         | 8      |
| 5     | 18      | Australie      | 5            | 25             | 8               | 17              | −9         | 8      |

## Tableau final
|  | Quarts de finale au meilleur des 7 manches | Quarts de finale au meilleur des 7 manches | Quarts de finale au meilleur des 7 manches |             |                    | Demi-finales au meilleur des 7 manches | Demi-finales au meilleur des 7 manches | Demi-finales au meilleur des 7 manches |  |  | Finale au meilleur des 7 manches | Finale au meilleur des 7 manches | Finale au meilleur des 7 manches |
|  |                                            |                                            |                                            |             |                    |                                        |                                        |                                        |  |  |                                  |                                  |                                  |
|  | A1                                         | Chine A (1)                                | 4                                          |             |                    |                                        |                                        |                                        |  |  |                                  |                                  |                                  |
|  | B2                                         | Hong Kong (15)                             | 0                                          |             |                    |                                        |                                        |                                        |  |  |                                  |                                  |                                  |
|  | B2                                         | Hong Kong (15)                             | 0                                          |             | A1                 | Chine A (1)                            | 1                                      |                                        |  |  |                                  |                                  |                                  |
|  |                                            |                                            |                                            |             | A1                 | Chine A (1)                            | 1                                      |                                        |  |  |                                  |                                  |                                  |
|  |                                            | C2                                         | Écosse (3)                                 | 4           |                    |                                        |                                        |                                        |  |  |                                  |                                  |                                  |
|  | D1                                         | C2                                         | Écosse (3)                                 | 4           | Pays de Galles (2) | 3                                      |                                        |                                        |  |  |                                  |                                  |                                  |
|  | D1                                         |                                            |                                            |             | Pays de Galles (2) | 3                                      |                                        |                                        |  |  |                                  |                                  |                                  |
|  | C2                                         | Écosse (3)                                 | 4                                          |             |                    |                                        |                                        |                                        |  |  |                                  |                                  |                                  |
|  |                                            |                                            |                                            |             |                    |                                        |                                        |                                        |  |  | C2                               | Écosse (3)                       | 4                                |
|  |                                            |                                            | D2                                         | Chine B (7) | 0                  |                                        |                                        |                                        |  |  |                                  |                                  |                                  |
|  | B1                                         | Angleterre (5)                             | 4                                          |             |                    |                                        |                                        |                                        |  |  |                                  |                                  |                                  |
|  | A2                                         | Thaïlande (8)                              | 3                                          |             |                    |                                        |                                        |                                        |  |  |                                  |                                  |                                  |
|  | A2                                         | Thaïlande (8)                              | 3                                          |             | B1                 | Angleterre (5)                         | 3                                      |                                        |  |  |                                  |                                  |                                  |
|  |                                            |                                            |                                            |             | B1                 | Angleterre (5)                         | 3                                      |                                        |  |  |                                  |                                  |                                  |
|  |                                            | D2                                         | Chine B (7)                                | 4           |                    |                                        |                                        |                                        |  |  |                                  |                                  |                                  |
|  | C1                                         | D2                                         | Chine B (7)                                | 4           | Belgique (6)       | 2                                      |                                        |                                        |  |  |                                  |                                  |                                  |
|  | C1                                         |                                            |                                            |             | Belgique (6)       | 2                                      |                                        |                                        |  |  |                                  |                                  |                                  |
|  | D2                                         | Chine B (7)                                | 4                                          |             |                    |                                        |                                        |                                        |  |  |                                  |                                  |                                  |

## Finale
| Finale au meilleur des 7 manches Arbitre : Jan Scheers |                          |                                  |
| John Higgins Stephen Maguire Écosse                    | 4 - 0 ( - )              | Zhou Yuelong Liang Wenbo Chine B |
| 0 45                                                   | Centuries Meilleur break | 0 45                             |
| L'Écosse remporte la Coupe du monde 2019               |                          |                                  |

## Centuries
17 centuries ont été réalisés au cours du tournoi.
- Chine B – 138 Liang Wenbo
- Pays de Galles – 134 Ryan Day, 127, 110, 101 Mark Williams
- Thaïlande – 133, 115 Noppon Saengkham
- Chine A – 123 Yan Bingtao, 104, 103 Ding Junhui
- Écosse – 117 Stephen Maguire
- Irlande du Nord– 116, 113 Mark Allen
- Malte – 112 Brian Cini
- Iran – 105 Hossein Vafaei
- Angleterre – 104 Jack Lisowski
- Hong Kong – 104 Ka Wai Cheung